# Gepa Maibaum
Gepa Maibaum (* 21. Dezember 1935 in Frankfurt am Main; † 6. März 2007) war eine deutsche Kommunalpolitikerin (SPD) und Kölner Bürgermeisterin.

## Leben
Gepa Maibaum studierte zunächst sechs Semester Philologie. Sie beendete das Studium nicht und engagierte sich von 1969 bis 1973 als Vorsitzende des Arbeitskreises Unabhängiger politischer Frauen. Als Bürgermeisterin gründete sie den Frauentreff und veranstaltete mehr als zwei Jahrzehnte lang Themenabende, die engagierte Frauen aus Kultur und Kunst, Wissenschaft, Wirtschaft und Politik zusammenführten.
Maibaum starb 2007 im Alter von 71 Jahren und wurde auf dem Kölner Melaten-Friedhof beigesetzt. Sie war verheiratet und hatte drei Kinder.

## Politik
Über ihr Engagement in der Frauenbewegung fand sie 1970 zur SPD und wurde deren Mitglied. Von 1973 bis 1975 war sie Vorsitzende im SPD-Ortsverband Köln-Weiden/Lövenich, von 1975 bis 1979 im SPD-Stadtbezirk Köln III.
Sie gehörte dem Kölner Rat von 1975 bis 1989 an. Frauen und Kulturpolitik waren einige ihrer politischen Schwerpunkte. 1984 wählte der Rat sie zur 2. Bürgermeisterin. Dieses Amt bekleidete sie bis zum Ausscheiden aus dem Kommunalparlament 1989, nach Else Schmitt die zweite Frau in der Geschichte der Stadt Köln. 
Fünf Jahre lang, von 1979 bis 1984, gehörte sie als Mitglied der Landschaftsversammlung Rheinland an. Hier war sie Mitglied des Rechnungsprüfungsausschusses sowie der Projektkommission „Kunst am Bau“ und der Auswahlkommission für die Verleihung des Rheinlandtalers.
Von 1989 bis 1994 war Gepa Maibaum Mitglied des Europäischen Parlaments für die Sozialistische Fraktion. Sie war Mitglied in den Ausschüssen für Regionalpolitik und Raumordnung, für die Rechte der Frau und für Kultur, Jugend, Bildung und Medien sowie der Delegation für die Beziehungen zur Union der Sozialistischen Sowjetrepubliken, später zu den Republiken der Gemeinschaft Unabhängiger Staaten (GUS). Sie war darüber hinaus Kulturpolitische Sprecherin der Deutschen Gruppe der SPD-Abgeordneten im Europäischen Parlament. Ende der achtziger Jahre stand sie dem Ausschuss für Kultur, Freizeit und Sport in der Sozialdemokratischen Gemeinschaft für Kommunalpolitik (SGK) als Vorsitzende vor.
„Der europäische Gedanke war in Gepa Maibaum tief verwurzelt. Ihren Einsatz für die europäische Integration führte sie auch nach Ihrem Ausscheiden aus dem Parlament als Vorsitzende des Kölner Kreisverbandes der Europa-Union fort. Sie war maßgeblich beteiligt am Aufbau des Kölner Europa-Informationszentrum, für das sie durch ihre landesweite Lobbyarbeit auf vielen gesellschaftlichen und politischen Ebenen warb“, so Jochen Ott, Vorsitzender der SPD in Köln in einem Nachruf.
Zudem engagierte sie sich als Vorsitzende des Kölner Kreisverbandes der Europa-Union Deutschland, deren stellvertretendes Vorstandsmitglied sie von 1994 bis 1996 war, seit 1996 deren Vorsitzende.
Über zwei Jahrzehnte war sie ehrenamtlich in verschiedenen Vorstandspositionen in der Arbeiterwohlfahrt engagiert.

## Ehrungen
- Bundesverdienstkreuz am Bande (9. Februar 2005)[2]